# The Love Movement
The Love Movement is het vijfde studioalbum van de Amerikaanse hiphop-groep, a Tribe Called Quest. Het album bevat net als de voorgaande albums van de groep jazz georiënteerde beats.

## Tracklist
| #  | Titel                                       | Artiesten                                                                           | Duur |
| -- | ------------------------------------------- | ----------------------------------------------------------------------------------- | ---- |
| 1  | "Start It Up"                               | Q-Tip                                                                               | 3:18 |
| 2  | "Find A Way"                                | Q-Tip, Phife Dawg                                                                   | 3:23 |
| 3  | "Da Booty"                                  | Q-Tip, Phife Dawg                                                                   | 3:20 |
| 4  | "Steppin' It Up"                            | Busta Rhymes, Phife Dawg, Q-Tip, Redman                                             | 3:21 |
| 5  | "Like It like That"                         | Q-Tip                                                                               | 2:46 |
| 6  | "Common Ground (Get It Goin' On)"           | Q-Tip, Phife Dawg                                                                   | 2:49 |
| 7  | "4 Moms"                                    | Spanky                                                                              | 1:49 |
| 8  | "His Name Is Mutty Ranks"                   | Phife Dawg                                                                          | 1:56 |
| 9  | "Give Me"                                   | N.O.R.E., Q-Tip, Phife Dawg                                                         | 3:27 |
| 10 | "Pad & Pen"                                 | Q-Tip, Phife Dawg, D-Life                                                           | 3:23 |
| 11 | "Busta's Lament"                            | Q-Tip, Phife Dawg                                                                   | 2:38 |
| 12 | "Hot 4 U"                                   | Q-Tip, Phife Dawg                                                                   | 3:15 |
| 13 | "Against the World"                         | Q-Tip, Phife Dawg                                                                   | 3:58 |
| 14 | "The Love"                                  | Q-Tip                                                                               | 4:02 |
| 15 | "Rock Rock Y'all"                           | Punchline, Jane Doe, Wordsworth, Q-Tip, Mos Def                                     | 4:17 |
| 16 | "Scenario" [Remix] [*]                      | Kid Hood, Phife Dawg, Cut Monitor Milo, Charlie Brown, Dinco D, Q-Tip, Busta Rhymes | 5:18 |
| 17 | "Money Maker" [*]                           | Q-Tip                                                                               | 4:22 |
| 18 | "Hot Sex" [*]                               | Phife Dawg, Q-Tip                                                                   | 2:46 |
| 19 | "Oh My God" [Remix] [*]                     | Q-Tip, Phife Dawg                                                                   | 4:02 |
| 20 | "Jazz (We've Got)" (Re-Recording Radio) [*] | Q-Tip, Phife Dawg                                                                   | 4:18 |
| 21 | "One Two Shit" [*]                          | Q-Tip, Phife Dawg, Busta Rhymes                                                     | 4:32 |

- bonustracks

## Hitnoteringen
| Charts (1998)               | Peak position |
| --------------------------- | ------------- |
| Canadian Albums Chart       | 2             |
| UK Albums Chart             | 38            |
| U.S. Top R&B/Hip-Hop Albums | 3             |
| U.S. Billboard 200          | 3             |

### Singles
| Year | Single              | Peak chart positions | Peak chart positions             | Peak chart positions | Peak chart positions               |
| Year | Single              | Billboard Hot 100    | Hot R&B/Hip-Hop Singles & Tracks | Hot Rap Singles      | Hot Dance Music/Maxi-Singles Sales |
| ---- | ------------------- | -------------------- | -------------------------------- | -------------------- | ---------------------------------- |
| 1992 | "Hot Sex"           | —                    | 99                               | —                    | 27                                 |
| 1998 | "Find a Way"        | 71                   | 29                               | 18                   | —                                  |
| 1998 | "Like It like That" | —                    | —                                | —                    | —                                  |